# ジャンルーカ・ガエターノ
ジャンルーカ・ガエターノ（Gianluca Gaetano, 2000年5月5日 - ）は、イタリア・チミティーレ出身のサッカー選手。カリアリ・カルチョ所属。元イタリア代表。ポジションはミッドフィールダー。

## 経歴

### クラブ
2000年5月5日、イタリアのカンパニア州チミティーレに生まれ、SSCナポリの下部組織で育った。2019年1月13日に行われたコッパ・イタリアラウンド16のUSサッスオーロ・カルチョとの試合で、終盤にアルカディウシュ・ミリクに代わって出場しトップチームにデビュー。これはナポリにとっては初めて2000年以降生まれの選手が公式戦に出場する出来事であった。5月16日にはリーグ戦第36節のS.P.A.L.戦に後半アディショナルタイムから交代出場し、セリエAにもデビューをした。しかしこの時、自宅付近で大音量の音楽と花火で祝っていた家族と近隣の住人の間でトラブルが起こり、それを収めようとした祖母が発作を起こし命を落とした。2019年12月10日に行われたグループステージ第6節のKRCヘンク戦でUEFAチャンピオンズリーグの舞台にもデビューを果たした。
2020年1月21日、セリエBのUSクレモネーゼに期限付き移籍で加入した。シーズン終了後の9月18日、さらにもう1年期限付き移籍でクレモネーゼに加わることが発表された。
翌2021-22シーズンはナポリに戻り開幕節と第2節に出場したが、2021年8月31日に期限付き移籍で3シーズン連続となるクレモネーゼへの加入が発表された。シーズンを通じてリーグ戦35試合に出場し7得点5アシストを記録。クラブの2位でのフィニッシュと1部昇格に貢献し、レーガBの企画した一般投票によるセリエB年間ベスト11に選出された。
2022-23シーズンはナポリに戻り、出場機会こそ多くを得られなかったものの、33年振りにセリエAを制したメンバーの一員となった。スクデットが確定した後の第36節のFCインテルナツィオナーレ・ミラノ戦では、セリエA及びナポリのトップチームでの初得点を記録した。
2024年2月1日、セリエAのカリアリ・カルチョに半年間の期限付き移籍で加入した。2024-25シーズン開幕後の8月30日には買い取り義務付きの期限付き移籍の形で、カリアリと2029年6月までの契約を結んだ。

### 代表
各ユース世代のイタリア代表に選出されてきた。
2022年3月、U-21イタリア代表に初招集され、26日にアウェイで行われたUEFA U-21欧州選手権2023予選のU-21モンテネグロ代表との試合で後半途中から出場しデビューをした。

## タイトル
ナポリ
- セリエA：2022-23